# 巴西短身電鰻
巴西短身電鰻，為輻鰭魚綱電鰻目短吻電鰻科的其中一種，為熱帶淡水魚，分布於南美洲巴西里約熱內盧Paraiba do Sul河流域，體長可達18.6公分，棲息在底中層水域，生活習性不明。

## 扩展阅读
維基物種上的相關：巴西短身電鰻